# Список мэров Сан-Диего
Ниже представлен список мэров города Сан-Диего (штат Калифорния, США).

## Общие сведения
Должность «Мэр города Сан-Диего» официально появилась 27 марта 1850 года после того как город был инкорпорирован. Но уже в 1852 году Сан-Диего обанкротился и лишился статуса city, поэтому правительство Калифорнии распустило правительство города и заменило мэра и городской совет попечительским советом. На посту «исполняющего обязанности мэра» (президент попечительского совета) с 25 марта 1852 года по 3 января 1888 года побывали 24 человека (наиболее известные из них: Луис Роуз и Томас Уэйли). В 1887 году должность мэра была восстановлена. 
Мэр Сан-Диего обязан обеспечивать соблюдение и исполнение законов, принятых городским советом Сан-Диего. Назначается по результатам прямых выборов на 4 года с правом однократного переизбрания. Жалованье мэра составляет 206 000 долларов в год (по состоянию на ноябрь 2020 года), в 2012 году — 100 464 доллара.
Неоднократно мэры Сан-Диего подвергались уголовным преследованиям за различные преступления.
За всю историю города дважды (не подряд) его мэром побывал лишь один человек: Эдвин М. Кэппс (9-й мэр в 1899—1901 и 16-й в 1915—1917 годах). Самое большое время на этом посту провёл Пит Уилсон (чуть больше одиннадцати лет); самое малое (не считая «временных мэров» и «исполняющих обязанности») — Джордж П. Теббеттс (чуть больше полутора месяцев). Перси Дж. Бенбо — единственный мэр города, умерший на своём посту. По состоянию на 2022 год на этой должности побывали лишь две женщины: Морин О'Коннор и Сьюзан Голдинг. Два мэра: Джон Ф. Форвард-старший и Джон Ф. Форвард-младший являлись отцом и сыном, соответственно. Первым и пока единственным не-белым американцем, а также открытым геем на этом посту является Тодд Глория.

## Список
О мэрах Сан-Диего до 1850 года (до образования штата Калифорния) см. Список мэров Сан-Диего до образования штата Калифорния.
Прочерк в столбце «№ п/п» указывает на вице-мэра, взявшего на себя обязанности мэра в случае кончины или отставки действующего мэра.
| № п/п | Фото | Имя (годы жизни)               | Вступил в должность | Ушёл с должности | Комментарии, ссылки                |
| ----- | ---- | ------------------------------ | ------------------- | ---------------- | ---------------------------------- |
| 1     |      | Джошуа Бин (ок. 1818 — 1852)   | 17 июня 1850        | 14 января 1851   |                                    |
| 2     |      | Дэвид Б. Курц (1819—1898)      | 14 января 1851      | 10 января 1852   |                                    |
| 3     |      | Джордж П. Теббеттс (1828—1909) | 10 января 1852      | 28 февраля 1852  | Самое короткое время на должности. |

С 25 марта 1852 года по 3 января 1888 года должности «Мэр Сан-Диего» не существовало, их обязанности исполняли президенты попечительского совета.
| № п/п | Фото | Имя (годы жизни)                    | Вступил в должность | Ушёл с должности | Комментарии, ссылки |
| ----- | ---- | ----------------------------------- | ------------------- | ---------------- | --- |
| 4     |      | Уильям Дж. Хансэкер (1855—1933)     | 3 января 1888       | 13 ноября 1888   | |
| —     |      | Мартин Д. Хэмилтон (1855—1922)      | 13 ноября 1888      | 6 мая 1889       | |
| 5     |      | Дуглас Ганн (1841—1891)             | 6 мая 1889          | 4 мая 1891       | |
| 6     |      | Мэттью Шерман (1827—1898)           | 4 мая 1891          | 1 мая 1893       | |
| 7     |      | Уильям Х. Карлсон (1864—1937)       | 1 мая 1893          | 3 мая 1897       | Внёс значительный вклад в развитие района Оушен-Бич. Первый мэр города, прослуживший два срока подряд (выборы 1893 и 1895 годов). |
| 8     |      | Дэниэл Си. Рид (1847—1928)          | 3 мая 1897          | 1 мая 1899       | |
| 9     |      | Эдвин М. Кэппс (1860—1938)          | 1 мая 1899          | 6 мая 1901       | Единственный за всю историю города мэр, дважды (не подряд) побывавший на этом посту (см. ниже № 16). |
| 10    |      | Фрэнк П. Фрейри (1856—1911)         | 6 мая 1901          | 1 мая 1905       | |
| 11    |      | Джон Л. Сехон (1862—1913)           | 1 мая 1905          | 6 мая 1907       | |
| 12    |      | Джон Ф. Форвард-старший (1851—1926) | 6 мая 1907          | 3 мая 1909       | Его сын, Джон Ф. Форвард-младший, был мэром Сан-Диего в 1932—1934 гг., см. № 21. |
| 13    |      | Грант Конард (1867—1919)            | 3 мая 1909          | 1 мая 1911       | |
| 14    |      | Джеймс Э. Уодхэм (1864—1930)        | 1 мая 1911          | 5 мая 1913       | |
| 15    |      | Чарльз Ф. О’Нилл (1875—1929)        | 5 мая 1913          | 3 мая 1915       | |
| 16    |      | Эдвин М. Кэппс (1860—1938)          | 3 мая 1915          | 7 мая 1917       | Единственный за всю историю города мэр, дважды (не подряд) побывавший на этом посту (см. выше № 9). |
| 17    |      | Луис Дж. Вильде (1865—1924)         | 7 мая 1917          | 2 мая 1921       | |
| 18    |      | Джон Л. Бэкон (1878—1961)           | 2 мая 1921          | 2 мая 1927       | Первый (из всего двоих) мэр города, прослуживший три срока подряд (выборы 1921, 1923 и 1925 годов). |
| 19    |      | Гарри К. Кларк (1883—1950)          | 2 мая 1927          | 4 мая 1931       | |
| 20    |      | Уолтер У. Остин (1880—1951)         | 4 мая 1931          | 2 мая 1932       | |
| 21    |      | Джон Ф. Форвард-младший (1876—1938) | 2 мая 1932          | 2 августа 1934   | Его отец, Джон Ф. Форвард-старший, был мэром Сан-Диего в 1907—1909 гг., см. № 12. |
| 22    |      | Резерфорд Б. Айронс (1877—1948)     | 2 августа 1934      | 1 февраля 1935   | Был ярым противником «сухого закона». Отправлен в отставку после того как пьяным, управляя казённым «Линкольном», совершил ДТП, тяжело ранив девушку, после чего две недели скрывался. За это преступление отсидел полгода в тюрьме. |
| —     |      | Альберт У. Беннетт                  | 1 февраля 1935      | 6 мая 1935       | |
| 23    |      | Перси Дж. Бенбо (1884—1942)         | 6 мая 1935          | 4 ноября 1942    | Единственный мэр города, умерший на своём посту. |
| —     |      | Фред У. Симпсон                     | 4 ноября 1942       | 30 ноября 1942   | |
| 24    |      | Говард Б. Бэрд (1870—1954)          | 30 ноября 1942      | 3 мая 1943       | |
| 25    |      | Харли Ю. Нокс (1899—1956)           | 3 мая 1943          | 7 мая 1951       | |
| 26    |      | Джон Д. Батлер (1915—2010)          | 7 мая 1951          | 2 мая 1955       | |
| 27    |      | Чарльз Дэйл (1909—1968)             | 2 мая 1955          | 2 декабря 1963   | |
| 28    |      | Фрэнк Каррен (1912—1992)            | 2 декабря 1963      | 6 декабря 1971   | |
| 29    |      | Пит Уилсон (род. 1933)              | 6 декабря 1971      | 3 января 1983    | Второй (из всего двоих) мэр города, прослуживший три срока подряд (выборы 1971, 1975 и 1979 годов). Был губернатором Калифорнии в 1991—1999 гг.                                                                                      |
| —     |      | Билл Клитор (1927—1993)             | 3 января 1983       | 3 мая 1983       | |
| 30    |      | Роджер Хеджкок (род. 1946)          | 3 мая 1983          | 5 декабря 1985   | |
| —     |      | Эд Струиксма (род. 1946)            | 5 декабря 1985      | 3 июня 1986      | |
| 31    |      | Морин О'Коннор (род. 1946)          | 3 июня 1986         | 7 декабря 1992   | Первая женщина на этом посту. Обвинена в хищении двух миллионов долларов. |
| 32    |      | Сьюзан Голдинг (род. 1945)          | 7 декабря 1992      | 4 декабря 2000   | |
| 33    |      | Дик Мёрфи (род. 1942)               | 4 декабря 2000      | 15 июля 2005     | |
| —     |      | Майкл Цуккет (род. 1969)            | 15 июля 2005        | 18 июля 2005     | Снят с должности «исполняющий обязанности мэра» через три дня в связи с обвинениями в мошенничестве. |
| —     |      | Тони Аткинс (род. 1962)             | 18 июля 2005        | 5 декабря 2005   | |
| 34    |      | Джерри Сандерс (род. 1950)          | 5 декабря 2005      | 3 декабря 2012   | |
| 35    |      | Боб Филнер (род. 1942)              | 3 декабря 2012      | 30 августа 2013  | Ушёл в отставку в связи с многочисленными обвинениями в сексуальных домогательствах. |
| —     |      | Тодд Глория (род. 1978)             | 30 августа 2013     | 3 марта 2014     | |
| 36    |      | Кевин Фолконер (род. 1967)          | 3 марта 2014        | 10 декабря 2020  | В 2017 году журнал Politico поместил Фолконера на 3-ю строчку своего списка «11 самых интересных мэров Америки». |
| 37    |      | Тодд Глория (род. 1978)             | 10 декабря 2020     |                  | Первый не-белый американец, а также открытый гей на этом посту. В 2024 году победил на выборах и остался на должности мэра города, следующие выборы состоятся в 2028 году.                                                           |